# Chryzostom (Tsirigas)
Chryzostom, imię świeckie Jeorjos Tsirigas (ur. 1957 w Atenach) – duchowny Greckiego Kościoła Prawosławnego, od 2012 metropolita Nikopolis i Prewezy.

## Życiorys
Święcenia diakonatu przyjął 1 grudnia 1993, a prezbiteratu 28 maja 1995. Chirotonię biskupią otrzymał 6 października 2012.
W czerwcu 2016 r. uczestniczył w Soborze Wszechprawosławnym na Krecie.